# Battaglia di Ethandun
La battaglia di Ethandun (maggio 878) ebbe luogo nel sud-est dell'Inghilterra.
Nel corso del IX secolo i Danesi si erano impadroniti di un vasto territorio nella parte centrale ed orientale dell'Inghilterra, e di lì premevano verso la parte meridionale dell'isola, dove si trovava il regno dei Sassoni occidentali, o Wessex. Una sconfitta subita ad Ashdown per opera del futuro re del Wessex, Alfredo il Grande, aveva solo temporaneamente fermato la loro espansione.
In seguito, Alfredo si era dato alla macchia tenendo le sue truppe residue in continuo movimento durante tutto l'inverno. Al sopraggiungere della primavera, radunò le sue forze e marciò in direzione di Ethandun, dove ingaggiò battaglia con i Danesi, agli ordini di Guthrum. Lì, usando una tattica già usata in passato dalle legioni romane, li sconfisse utilizzando un muro di scudi.
Dopo aver combattuto per gran parte della giornata, i Danesi si ritirarono verso quello che poi divenne il Danelaw, arrendendosi a Chippenham dopo un assedio di 14 giorni. La tregua da loro richiesta fu accordata, e successivamente il loro re Guthrum fu battezzato, con il re Alfredo come padrino.

## Premesse

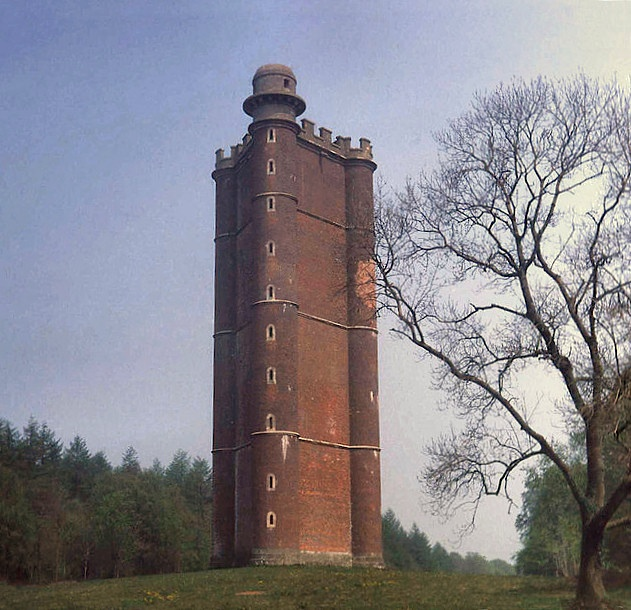
La torre di re Alfredo (1772) sul presunto sito della roccia di Egbert, dove si pensa che Alfredo radunò i sassoni nel maggio 878 prima della battaglia di Ethandun

La storia degli attacchi vichinghi all'Inghilterra risale, secondo la Cronaca di Laud (Garmonsway 57), alla scorreria su Lindisfarne, in Northumbria, nel 793. Seguirono degli attacchi occasionali al Wessex a partire da un periodo immediatamente successivo, ma non ci furono scontri importanti fino alla battaglia di Carhampton, nell'836 (Garmonsway 62-63). I Sassoni occidentali riportarono continui successi contro i Vichinghi, anche quando questi si allearono con i Cornici, ma dall'851 cominciarono a riportare qualche sconfitta. All'arrivo della Grande armata danese nell'865, gli scontri divennero più significativi, e le sconfitte dei Sassoni più pesanti.
Secondo i criteri di altre epoche, la Grande armata danese non era un esercito particolarmente importante. Alcuni studiosi ne stimano la consistenza in circa 500-1000 armati, agli ordini dei fratelli Ivar Ragnarsson detto il Senza Ossa, Ubbe Ragnarsson e Halfdan Ragnarsson. Ciò che segnò la differenza con gli eserciti che l'avevano preceduta erano gli intenti che si proponeva, ossia la conquista, invece della scorreria temporanea. Nell'870 aveva sopraffatto i regni di Deira e dell'Anglia orientale, e nell'871 attaccò il Wessex. La Cronaca anglosassone menziona nove battaglie, di cui una sola riportò la vittoria dei Sassoni occidentali. Nello stesso anno Alfredo succedette a suo fratello Etelredo, che morì dopo la battaglia di Merton (Garmonsway 70-73).
La Mercia cadde nell'874, e la coesione dell'armata venne meno. Halfdan tornò nel regno di Deira e combatté a più riprese contro le popolazioni celtiche. Il suo esercito si stabilì là, ed è citato dopo l'876. Guthrum, con due altri re il cui nome non è ricordato, si stabilì nell'Anglia orientale. Da lì condusse numerosi attacchi contro il Wessex, a partire dall'875.
Guthrum e i suoi uomini applicavano l'abituale strategia danese di occupare una città fortificata e cercare poi di ottenere un vantaggioso trattato di pace, in genere l'offerta di denaro in cambio della promessa di abbandonare immediatamente il regno. Questo accadde nell'875, quando l'esercito di Guthrum penetrò nel Wessex, e vi rimase fino all'autunno dell'877, quando si ritirò dopo un accordo con Alfredo che prevedeva il pagamento di una somma di denaro da parte dei Sassoni e la consegna di ostaggi da parte dei Danesi.
Questi quindi si ritirarono, trascorrendo la parte rimanente dell'877 a Gloucester (Smyth 72). Alfredo trascorse il Natale a Chippenham, a circa trenta miglia da Gloucester. I Danesi attaccarono Chippenham probabilmente nella notte fra il 6 e il 7 gennaio 878 (Garmonsway 74), attacco a cui Alfredo sfuggì di poche ore essendo da poco partito dalla città. Alfredo si ritirò con un piccolo contingente in una zona disabitata (i Somerset levels) (Garmonsway 74).
È in questo contesto che si inserisce la leggenda (famosa in Inghilterra) secondo cui Alfredo, ospitato da una contadina che non l'aveva riconosciuto, fu schiaffeggiato da lei in quanto aveva lasciato bruciare delle focacce che avrebbe dovuto controllare. Quando la contadina, riconosciuto il re, si profuse in scuse, il re rispose di doversi egli stesso scusare per aver abbandonato il suo popolo nel momento del bisogno. Secondo la leggenda fu in quel momento che il re, sopraffatto dalla vergogna, si risolse a riorganizzare le sue forze per combattere i Danesi.

## Svolgimento
Con il piccolo contingente rimasto ai suoi ordini, solo una parte dell'esercito che si trovava a Chippenham, Alfredo non poteva sperare di riconquistare la città ai Danesi, che in precedenza si erano dimostrati piuttosto abili nel difendere postazioni fortificate, come ad esempio Reading nell'871. Così si ritirò a sud, preparando le sue truppe alla battaglia. Circa sette settimane dopo la Pasqua dell'878 Alfredo indisse una leva generale a Ecgbryhtesstan (Egbert's Stone), nei pressi di Athelney; tutti gli uomini abili del Somerset, Wiltshire e Hampshire furono chiamati ad unirsi a lui in quella località. Da lì, in due giorni di cammino, l'esercito raggiunse Ethandun, dove, in una data imprecisata fra il 6 e il 12 maggio ebbe luogo lo scontro coi Danesi.
Recenti teorie vorrebbero che la battaglia non si sia svolta ad Edington, nel Wiltshire, ma nei pressi del villaggio di Edington, nel Somerset. In tal caso la fortezza in cui i Danesi si ritirarono dopo la battaglia sarebbe il forte romano di Bridgwater. A favore di questa ipotesi sarebbe il fatto che Alfredo si trovava a sole 6 miglia a sud, ad Athelney, e che successivamente Guthrum fu battezzato ad Enmore, a 4 miglia a nord di Edington; inoltre il trattato di pace fu stipulato a Wedmore, a 3 miglia a nord del villaggio.
Comunque, quale che sia il luogo dello scontro, gli uomini di Alfredo formarono una cortina di scudi, simile alla testuggine utilizzata dalle legioni romane, e questo consentì un vantaggio tattico tale da garantire la vittoria ai Sassoni, se pur con fatica. I Danesi si ritirarono all'interno di una posizione fortificata, e si disposero a sostenere un assedio.
I Sassoni allontanarono dalla zona tutti i generi alimentari che si trovassero nelle vicinanze e che potessero essere oggetto di razzia da parte dei Danesi, e si limitarono ad attendere.
Dopo due settimane, i Danesi, a corto di viveri, richiesero una tregua, assicurando ad Alfredo che si sarebbero ritirati dal Wessex immediatamente, ed aggiungendo l'offerta di Guthrum di farsi battezzare.
La ragione principale della vittoria di Alfredo fu probabilmente nella differente consistenza delle forze in campo. Uomini ben motivati che combattevano per la propria terra potevano avere un impatto bellico maggiore, come dimostrato nello stesso anno dalle truppe del Devon che sbaragliarono nella Battaglia di Cynuit l'esercito di Ubbe Ragnarsson, numericamente di molto superiore. Inoltre Guthrum aveva perso molti uomini dall'epoca della separazione da Ivar e Ubbe nell'875. Alcuni avevano lasciato l'esercito ed erano diventati agricoltori in Anglia orientale e Mercia, e molti altri erano periti in un naufragio che aveva coinvolto 120 navi nell'876 o 877. Questa differenza numerica delle forze in campo portò alla sconfitta, e sconsigliò successivamente a Guthrum di rompere il trattato, il che avrebbe probabilmente condotto ad una nuova e forse catastrofica sconfitta.

## Conseguenze
Dopo Ethandun, i Danesi furono confinati nel Danelaw, mentre il Wessex, l'ultimo regno anglosassone rimasto indipendente, fu liberato dalla loro minaccia. Se Alfredo fosse stato sconfitto ad Ethandun, Guthrum avrebbe avuto la possibilità di impadronirsi rapidamente di tutto il territorio del Wessex. Inoltre, il battesimo di Guthrum e dei suoi uomini con Alfredo come padrino conferì ad Alfredo una certa superiorità morale sugli uomini del Danelaw. Come evidenziato da Smyth,
La paternità spirituale stabilita da Alfredo su Guthrum ad Aller deve aver implicato un qualche tipo di superiorità culturale e politica, e Guthrum, figlio spirituale di Alfredo, riconosceva implicitamente la successiva superiorità di un re la cui religione era stato obbligato ad adottare (83).
Indipendentemente dal fatto che un regno con una significativa superiorità in campo culturale, politico e militare (come dimostrato ad Ethandun) fosse un obiettivo militare poco interessante, Guthrum sarebbe comunque stato poco propenso ad attaccare il suo padrino. Il Wessex era quindi al sicuro, per qualche tempo, dalle mire dei Danesi del Danelaw.

## Nella cultura popolare
La battaglia è raccontata nei libri V, VI e VII della Ballata del Cavallo Bianco di Gilbert Keith Chesterton.